# Hobbs Pool
Hobbs Pool är en sjö i Antarktis. Den ligger i Västantarktis. Argentina, Chile och Storbritannien gör anspråk på området. Hobbs Pool ligger 109 meter över havet.